# Ouragan.cd
Ouragan.cd est un média digital, un journal d'informations et une webradio de la République démocratique du Congo axé dans l'information politique, sécuritaire, économique et culturelle.

## Aperçu
Ouragan.cd a été fondé par les journalistes Jeanric Umande et Lyly Miandabu. Le site a été lancé par Groupe OuraganFm Sarl sous le nom OuraganFm en 2019, il changera une année après pour garder le nom actuel,,.
Ouragan.cd a lancé depuis 2023, le journal Ouragan, un bi-hebdomadaire d'informations générales qui paraît tous les mardis et vendredis à Kinshasa et dans quelques provinces du Congo.
En septembre 2024, Ouragan est contraint de publier un droit de réponse à la suite d'un article contenant des informations et allégations considérées comme mensongères concernant le Ministère du Plan.